# エンリコ・ダルガス

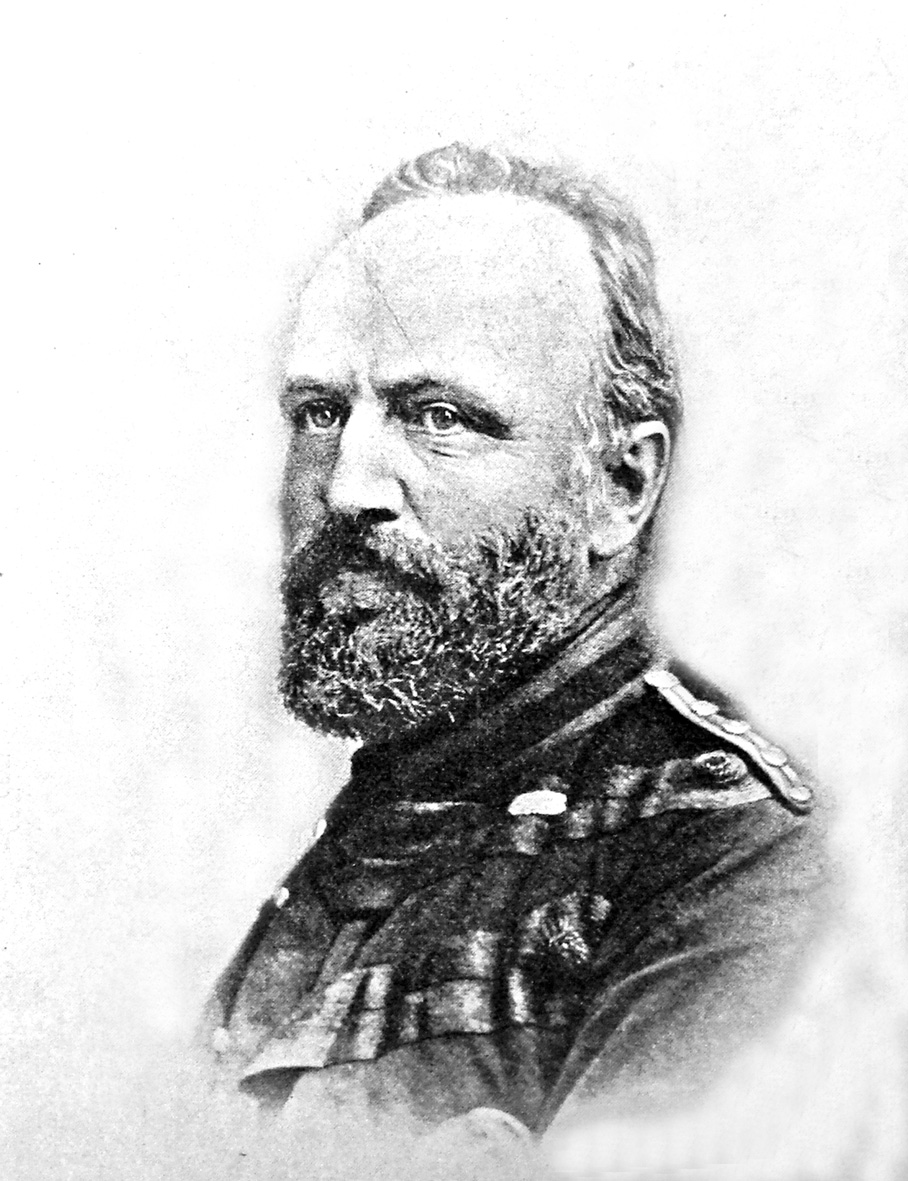

エンリコ・ミリウス・ダルガス（Enrico Mylius Dalgas、1828年7月16日‐1894年4月16日）は、デンマークの技術者および軍人である。ユトランド半島の土地開発先駆者として知られる。
ヒースに覆われたユトランド半島北部に植林を開始し、開拓に乗り出した。1870年代にはアメリカ合衆国の安価な穀物の流入に打撃を受けたが、イギリスの酪農製品の需要の高まりに応じ産業構造を転換した。
日本では、内村鑑三の「デンマルク国の話」で紹介された。内村は、
と褒め称えているが、日本の学者には彼の業績について疑問を持つ人間も少なからずいる。